# Portrait de Frédéric III de Saxe
Le Portrait de Frédéric III de Saxe est une peinture de la Renaissance allemande de l'artiste Albrecht Dürer, réalisée en 1496. Elle se trouve dans la Gemäldegalerie de Berlin, en Allemagne.

## Histoire
La peinture a été l'une des premières commandes reçues de Frédéric III, électeur de Saxe, avec le Polyptyque des Sept Douleurs et le panneau central du Retable de Dresde. Dürer connaissait l'électeur depuis son dernier court séjour à Nuremberg en avril 1496.
L'artiste représente l'électeur de nouveau dans une gravure en 1524.

## Description
Dürer peint Frédéric en buste de trois-quarts, regardant à droite, au-dessus d'un fond vert foncé. Des éléments tels que le parapet sur lequel ses bras s'appuient, ou les mains tenant un rouleau, sont typiques de l'art flamand de la période.
L'imperturbabilité de la personnalité de Frédéric, ainsi que son statut, sont mis en évidence par le grand béret et par la force de son regard.